# Vasiľov
Vasiľov es un municipio del distrito de Námestovo en la región de Žilina, Eslovaquia, con una población estimada a final del año 2024 de 818 habitantes.
Se encuentra ubicado al norte de la región, cerca del curso alto del río Váh (cuenca hidrográfica del Danubio), de los montes Tatras y de la frontera con Polonia.

## Demografía
| Año        | 1994 | 2004    | 2014    | 2024    |
| ---------- | ---- | ------- | ------- | ------- |
| Población  | 767  | 757     | 819     | 818     |
| Diferencia |      | −1,30 % | +8,19 % | −0,12 % |

| Año        | 2023 | 2024    |
| ---------- | ---- | ------- |
| Población  | 823  | 818     |
| Diferencia |      | −0,60 % |